# 5413 Smyslov
5413 Smyslov (1977 EC2) là một tiểu hành tinh vành đai chính được phát hiện ngày 13 tháng 3 năm 1977 bởi N. S. Chernykh ở Nauchnyj.